# Саут-Поттстаун (Пенсільванія)
Саут-Поттстаун (англ. South Pottstown) — переписна місцевість (CDP) в США, в окрузі Честер штату Пенсільванія. Населення — 2150 осіб (2020).

## Географія
Саут-Поттстаун розташований за координатами 40°14′8″ пн. ш. 75°39′46″ зх. д. / 40.23556° пн. ш. 75.66278° зх. д. (40.235659, -75.662720).  За даними Бюро перепису населення США в 2010 році переписна місцевість мала площу 4,21 км², з яких 3,95 км² — суходіл та 0,27 км² — водойми.

## Демографія
Згідно з переписом 2010 року, у переписній місцевості мешкала 2081 особа в 951 домогосподарстві у складі 490 родин. Густота населення становила 494 особи/км².  Було 1048 помешкань (249/км²).
Расовий склад населення:
| - 89,0 % — білих - 5,7 % — чорних або афроамериканців - 1,2 % — азіатів - 0,2 % — корінних американців - 1,8 % — осіб інших рас |

До двох чи більше рас належало 2,1 %. Частка іспаномовних становила 3,5 % від усіх жителів.
За віковим діапазоном населення розподілялося таким чином: 21,2 % — особи молодші 18 років, 67,5 % — особи у віці 18—64 років, 11,3 % — особи у віці 65 років та старші. Медіана віку мешканця становила 35,8 року. На 100 осіб жіночої статі у переписній місцевості припадало 98,8 чоловіків;  на 100 жінок у віці від 18 років та старших — 100,7 чоловіків також старших 18 років.
Середній дохід на одне домашнє господарство  становив 79 135 доларів США (медіана — 52 462), а середній дохід на одну сім'ю — 112 872 долари (медіана — 76 033). Медіана доходів становила 47 054 долари для чоловіків та 47 167 доларів для жінок. За межею бідності перебувало 6,3 % осіб, у тому числі 6,1 % дітей у віці до 18 років та 0,0 % осіб у віці 65 років та старших.
Цивільне працевлаштоване населення становило 1083 особи. Основні галузі зайнятості: освіта, охорона здоров'я та соціальна допомога — 28,9 %, виробництво — 16,5 %, мистецтво, розваги та відпочинок — 7,7 %, фінанси, страхування та нерухомість — 7,6 %.